# Salomon Kalou
Salomon Armand Magloire Kalou (Oumé, 5 augustus 1985) is een voormalig voetballer uit Ivoorkust die doorgaans als aanvaller speelde.

## Clubcarrière
Kalou maakte op zeventienjarige leeftijd zijn debuut in het betaald voetbal in het shirt van Feyenoord. Daar vormde hij samen met Dirk Kuijt een aanvalsduo bijgenaamd K2. Het voetbalseizoen 2005/06 was nog maar net begonnen of er werd al gespeculeerd over een eventuele overgang van Feyenoord naar PSV. Kalou zelf gaf in de media aan wel oren naar de club uit Eindhoven te hebben, maar Feyenoord hield hem aan zijn contract. Niet veel later ontstond er commotie rondom Kalou en zijn teamgenoot Dirk Kuijt. Beide spelers zouden volgens het Algemeen Dagblad door Feyenoord verkocht zijn aan een buitenlands bedrijf zonder dat de spelers daarvan op de hoogte waren. Feyenoord ontkende alles en bleek gelijk te hebben toen de krant een rectificatie plaatste. Onder het document dat de krant onder ogen had gezien, stond een valse handtekening.
Op 30 mei 2006 tekende Kalou een driejarig contract bij Chelsea. Eind juni 2012 werd bekend dat zijn contract niet werd verlengd. Op 7 juli dat jaar ondertekende Kalou een contract voor vier seizoenen bij Lille OSC. Eind augustus 2014 contracteerde Hertha BSC hem voor drie jaar. Bij Herta was hij jarenlang een vaste waarde, maar in seizoen 2019/20 kreeg hij slechts sporadisch de kans zich te laten zien.
Hij tekende in augustus 2014 bij Hertha BSC, dat hem voor een niet bekendgemaakt bedrag overnam van Lille OSC. Kalou was van 2007 tot en met 2017 international van het Ivoriaans voetbalelftal, waarvoor hij 97 interlands speelde en 28 keer scoorde. In 2020 speelde hij voor Botafogo. Begin april 2021 werd zijn contract ontbonden.
In juni 2022 tekende Kalou een contract bij Arta/Solar7 uit Djibouti, uitkomend in de Division 1.
In augustus 2024 zette Kalou een punt achter zijn carriere.

## Clubstatistieken
| Seizoen        | Club           | Competitie        | Competitie | Competitie | Beker | Beker | Internationaal | Internationaal | Overig | Overig | Totaal | Totaal |
| Seizoen        | Club           | Competitie        | Wed.       | Dlp.       | Wed.  | Dlp.  | Wed.           | Dlp.           | Wed.   | Dlp.   | Wed.   | Dlp.   |
| -------------- | -------------- | ----------------- | ---------- | ---------- | ----- | ----- | -------------- | -------------- | ------ | ------ | ------ | ------ |
| 2002/03        | ASEC Mimosas   | Première Division | 14         | 12         | 0     | 0     | 0              | 0              | 0      | 0      | 14     | 12     |
| Clubtotaal     | Clubtotaal     | Clubtotaal        | 14         | 12         | 0     | 0     | 0              | 0              | 0      | 0      | 14     | 12     |
| 2003/04        | Feyenoord      | Eredivisie        | 2          | 0          | –     | –     | –              | –              | 0      | 0      | 2      | 0      |
| 2003/04        | Excelsior      | Eerste divisie    | 11         | 4          | 0     | 0     | –              | –              | 6      | 0      | 17     | 4      |
| Clubtotaal     | Clubtotaal     | Clubtotaal        | 11         | 4          | 0     | 0     | 0              | 0              | 6      | 0      | 17     | 4      |
| 2004/05        | Feyenoord      | Eredivisie        | 31         | 20         | 1     | 1     | 7              | 4              | 0      | 0      | 39     | 25     |
| 2005/06        | Feyenoord      | Eredivisie        | 34         | 15         | 0     | 0     | 2              | 0              | 2      | 0      | 38     | 15     |
| Clubtotaal     | Clubtotaal     | Clubtotaal        | 65         | 35         | 1     | 1     | 9              | 4              | 2      | 0      | 77     | 40     |
| 2006/07        | Chelsea        | Premier League    | 33         | 7          | 13    | 2     | 11             | 0              | 1      | 0      | 58     | 9      |
| 2007/08        | Chelsea        | Premier League    | 30         | 7          | 7     | 3     | 11             | 1              | 0      | 0      | 48     | 11     |
| 2008/09        | Chelsea        | Premier League    | 27         | 6          | 8     | 3     | 8              | 1              | 0      | 0      | 43     | 10     |
| 2009/10        | Chelsea        | Premier League    | 23         | 5          | 7     | 4     | 6              | 3              | 1      | 0      | 37     | 12     |
| 2010/11        | Chelsea        | Premier League    | 31         | 10         | 4     | 2     | 6              | 0              | 1      | 1      | 42     | 13     |
| 2011/12        | Chelsea        | Premier League    | 12         | 1          | 7     | 2     | 7              | 2              | 0      | 0      | 26     | 5      |
| Clubtotaal     | Clubtotaal     | Clubtotaal        | 156        | 36         | 46    | 16    | 49             | 7              | 3      | 1      | 254    | 62     |
| 2012/13        | Lille          | Ligue 1           | 28         | 14         | 2     | 1     | 7              | 1              | 0      | 0      | 37     | 16     |
| 2013/14        | Lille          | Ligue 1           | 38         | 16         | 2     | 2     | –              | –              | 0      | 0      | 40     | 18     |
| 2014/15        | Lille          | Ligue 1           | 1          | 0          | –     | –     | 2              | 0              | 0      | 0      | 3      | 0      |
| Clubtotaal     | Clubtotaal     | Clubtotaal        | 67         | 30         | 4     | 3     | 9              | 1              | 0      | 0      | 80     | 34     |
| 2014/15        | Hertha BSC     | Bundesliga        | 27         | 6          | 1     | 0     | –              | –              | 0      | 0      | 28     | 6      |
| 2015/16        | Hertha BSC     | Bundesliga        | 32         | 14         | 5     | 3     | –              | –              | 0      | 0      | 37     | 17     |
| 2016/17        | Hertha BSC     | Bundesliga        | 26         | 7          | 3     | 1     | 2              | 0              | 0      | 0      | 31     | 8      |
| 2017/18        | Hertha BSC     | Bundesliga        | 31         | 12         | 2     | 0     | 3              | 0              | 0      | 0      | 36     | 12     |
| 2018/19        | Hertha BSC     | Bundesliga        | 30         | 8          | 3     | 0     | –              | –              | 0      | 0      | 33     | 8      |
| 2019/20        | Hertha BSC     | Bundesliga        | 5          | 1          | 2     | 1     | –              | –              | 0      | 0      | 7      | 2      |
| Clubtotaal     | Clubtotaal     | Clubtotaal        | 151        | 48         | 16    | 5     | 5              | 0              | 0      | 0      | 172    | 53     |
| 2020           | Botafogo       | Série A           | 25         | 1          | 2     | 0     | –              | –              | 0      | 0      | 27     | 1      |
| Clubtotaal     | Clubtotaal     | Clubtotaal        | 25         | 1          | 2     | 0     | 0              | 0              | 0      | 0      | 27     | 1      |
| 2022/23        | Arta/Solar7    | Premier League    |            |            |       |       | 2              | 0              |        |        | 2      | 0      |
| 2023/24        | Arta/Solar7    | Premier League    |            |            |       |       | 1              | 0              |        |        | 1      | 0      |
| Clubtotaal     | Clubtotaal     | Clubtotaal        | 0          | 0          | 0     | 0     | 3              | 0              | 0      | 0      | 3      | 0      |
| Carrièretotaal | Carrièretotaal | Carrièretotaal    | 489        | 166        | 69    | 25    | 75             | 12             | 11     | 1      | 644    | 204    |

## Naturalisatie

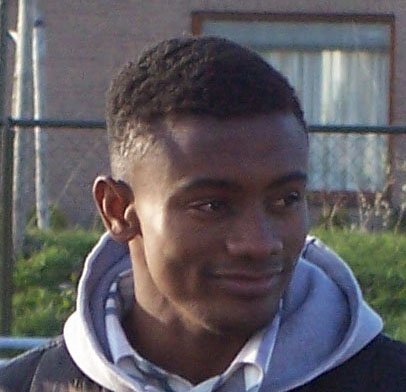
Kalou in zijn tijd bij Feyenoord.

In 2005 en 2006 kwam Kalou in het nieuws vanwege een mogelijke naturalisatie tot Nederlander. Kalou liet in de media weten wel oren te hebben naar het Nederlands elftal. Kalou kwam nog nooit uit voor de nationale ploeg van Ivoorkust en kon zodoende in aanmerking komen voor Nederland, mits hij genaturaliseerd zou worden. Zijn broer Bonaventure had hem deze tip gegeven, nadat hij zelf regelmatig problemen had ondervonden met de Ivoriaanse bond. Bondscoach Marco van Basten liet weten Kalou als een groot voetbaltalent te zien en had vrijwel direct oren naar de mogelijke naturalisatie.
De minister voor Vreemdelingenzaken en Integratie, Rita Verdonk, meende dat Kalou niet in aanmerking zou kunnen komen voor een versnelde naturalisatieprocedure. Hierdoor zou hij het WK voetbal 2006 mislopen en zou hij zich pas kunnen richten op het volgende grote toernooi.
Van Basten was echter zo gecharmeerd van de kunsten van Kalou dat hij het er niet bij liet zitten. Hij kreeg medestanders, waaronder voetballegende Johan Cruijff. Ondanks dat de voetbalkenners het erover eens waren dat Kalou van meerwaarde voor het Nederlands elftal zou zijn, bleef Verdonk voet bij stuk houden en wees het verzoek voor een tweede maal af.
Hierop werd besloten om een zaak aan te spannen voor de rechter. Op 9 december deed de rechter uitspraak. De uitkomst was teleurstellend voor Verdonk, maar positief voor Kalou en Van Basten. De rechter bepaalde namelijk dat Verdonk opnieuw moest kijken of Kalou in aanmerking kwam voor een versnelde naturalisatieprocedure. Verdonk had zes weken de tijd om in beroep te gaan tegen deze uitspraak, of zij moest binnen diezelfde termijn opnieuw een beslissing genomen hebben over het verzoek van Kalou. Van Basten kondigde in de rechtszaal aan dat als Kalou een Nederlands paspoort zou krijgen, hij zeker was van een plaats binnen de selectie. Hiermee was Kalou feitelijk de eerste speler die door Van Basten werd geselecteerd. Op diezelfde 9 december vond in Leipzig de loting plaats voor het WK. Het lot bepaalde dat Nederland werd ingedeeld in een groep met Ivoorkust. Mocht Kalou het WK halen, dan zou hij daar aantreden tegen zijn eigen landgenoten en hoogstwaarschijnlijk tegen zijn eigen broer.
Verdonk ging in beroep en de uitkomst was dat er opnieuw naar de mogelijkheid tot naturalisatie gekeken zou moeten worden. Weer een aantal weken later volgde opnieuw een onherroepelijk "nee", tenzij Kalou zou slagen voor zijn inburgeringstoets. Deze haalde hij echter niet, waardoor hij het WK met Nederland aan zijn neus voorbij zag gaan. Wel ging Kalou opnieuw in beroep om zijn gelijk te halen en om zijn naturalisatie na het WK alsnog te bewerkstelligen.
In sommige media werden de motieven van Kalou om Nederlander te worden betwijfeld. Een naturalisatie gaf namelijk niet alleen het voordeel van een selectie in het Nederlands elftal, maar met een EU-paspoort zou Kalou ook aantrekkelijker worden voor de Europese topclubs, die een maximaal aantal niet-EU-spelers mogen opstellen.
De naturalisatie-affaire werd in april 2006 het onderwerp van een reclamespotje van Centraal Beheer onder het motto Even Apeldoorn bellen. In het spotje werd Kalou niet tot Nederlander, maar tot Duitser genaturaliseerd. Kalou werd vooraf niet ingelicht over dit spotje en kon het ook niet waarderen en eiste intrekking, waarbij hij zich beriep op het portretrecht. Nog geen week later werd het spotje van de buis gehaald.
Uiteindelijk werd iedere poging tot naturalisatie verworpen door Verdonk alsmede door de rechter, die het uiteindelijke vonnis naar buiten bracht. Het WK ging derhalve aan Kalou voorbij, waarop hij aankondigde zich na het WK beschikbaar te stellen voor het Ivoriaans voetbalelftal. Door deze beslissing hoefde hij zich niet langer in Nederland te vestigen en werd een transfer naar een ander land bespreekbaar.

## Erelijst
Chelsea
- Premier League: 2009/10
- FA Cup: 2006/07, 2008/09, 2009/10, 2011/12
- EFL Cup: 2006/07
- FA Community Shield: 2009
- UEFA Champions League: 2011/12

 Ivoorkust
- CAF Africa Cup of Nations: 2015

Individueel
- Nederlands Talent van het Jaar: 2005
- CAF Talent van het Jaar: 2008

## Trivia
- Hij is de jongere broer van Bonaventure Kalou, die ook actief was als professioneel voetballer.
- De broers Kalou hebben de Kalou Foundation opgericht gewijd aan het verschaffen van voorzieningen voor sociaal welzijn en recreatie.
- In 2025 werd er een documentaire gelanceerd op Feyenoord ONE over de broers Kalou, Kalou & Kalou: Ivoriaanse Samba.